# 스페인의 문화
스페인의 문화는 로마 제국의 지배하에 형성되기 시작한 이베리아반도의 문화 양식을 지칭한다. 언어와 종교 외 수많은 분야에 걸쳐 로마인의 영향은 오래도록 스페인의 정체성에 영향을 끼쳤다. 하지만 스페인의 독자적인 문화적 기틀은 레콩키스타 이후로 진전되기 시작했다.
무슬림의 문화는 스페인 문화에 상당한 영향력을 끼쳤으며 711년~1400년대까지 그 영향력이 유지됐다. 스페인어가 라틴어와 아랍어의 영향을 많이 받은 것은 이 시대 때 이뤄진 것이다. 중세에는 유대인의 유입으로 또다른 문화의 융합이 시작되기에 이른다. 무슬림과 유대인의 영향력은 1000년~1492년 동안 벌어졌던 국토회복운동에 따라 상실됐으며 이때부터 기독교 세력이 스페인을 장악한다. 이는 스페인이 로마 가톨릭 국가가 됐음을 의미했다. 스페인의 문화에는 역사적 관계뿐 아니라 지중해와 대서양을 낀 해양국가라는 점이 주요 이유가 됐다.

## 생활방식
스페인은 산업국가이자 선진국이며 대부분을 빼고는 해안가에 유지하며 대표적으로는 바르셀로나, 빌바오, 말라가, 사라고사, 살라만카 등에 분포한다.

## 건축

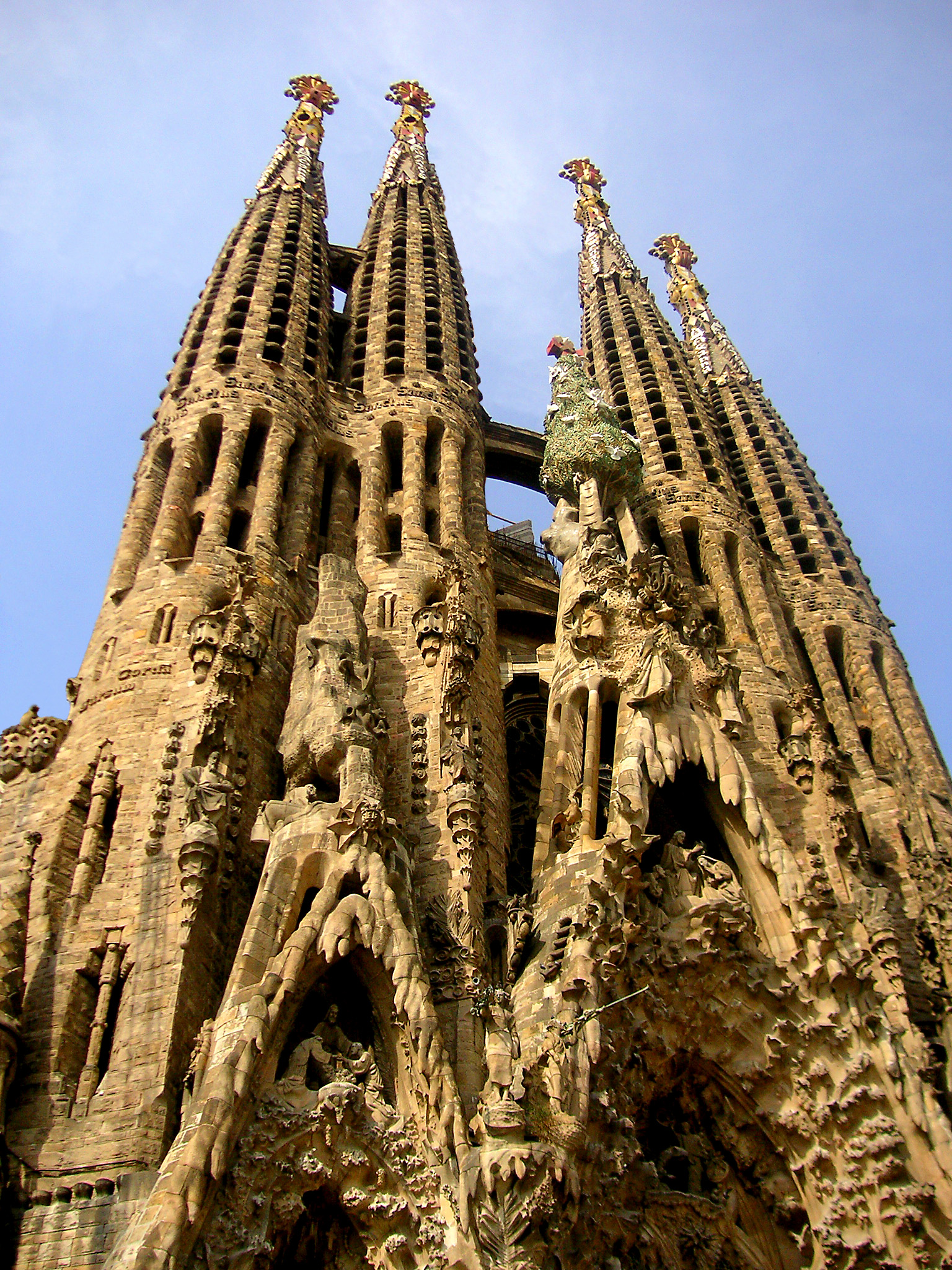
안토니 가우디 作, 사그라다 파밀리아

스페인 건축은 현대 스페인에서 실행된 건축물들을 총칭하며 스페인 건축가들이 이뤄놓은 작품까지 포함하기도 한다. 또한 스페인이 히스파니아 혹은 알안달루시아로 불리던 시절에 지어진 건축물도 포함된다. 역사적, 지리적 다양성에 걸맞게 스페인의 건축 양식은 다양한 문화적 특성을 두루 갖고 있다.
이베리아반도에 최초의 인류가 살기 시작한 것은 기원전 4000년 정도로 추정되며 이 이후에 칸타브리아 지방에 인구 유입이 시작된 것으로 추정된다.이때부터 이베리아반도의 건축이 그 구색을 갖추기 시작했다.
후의 서고트족은 이렇다할 건축물이나 관련 문화유산을 남기지 못했기에 스페인 건축에 침체기를 가져왔다는 평을 듣는다. 하지만 당대 로마 제국의 타지역에도 건축 양식의 정체기가 찾아왔다. 무어인이 7세기에 스페인을 점령하자 새로운 인종의 유입이 시작되는 한편 8세기간 이슬람 세력의 건축 문화가 스페인에 젖어들게 된다. 이슬람 세력의 지배 동안 코르도바는 문화 수도로서 자리잡았으며 기독교 왕국은 이슬람과 맞서 북쪽에 왕국을 건립했다. 유럽 대륙의 건축은 후에 로마네스크 양식, 고딕 건축 양식으로 기독교 교회 건축 발전과 함께 흡수된다.
스페인 제국이 15세기 말 무렵 출범하게 되자 식민지 축척으로 막대한 부를 창출한 스페인은 르네상스 양식을 받아들이는 한편 독자적인 건축 양식인 "스페니시 바로크"를 선보이기도 한다. 스페니시 바로크 양식의 특징은 추리게라식 장식으로 건축물에 생기를 불어넣는 장식이나 표현법을 구가한 것이다. 이는 후에 라틴아메리카의 식민지 국가에 적용되어 수세기 동안 빛을 발했다. 신고전주의는 후안 데 비야누에바와 그의 제자들에 의해 더욱 발흥했다. 그리하여 스페인의 문화는 놀랍게도 동양문화와 같다고 볼 수 있다.
모더니즘이 스페인에 다다르면서 안토니오 가우디와 같은 건축가가 20세기의 건축 분야에 명성을 떨쳤다. 현재 스페인 건축은 현대 건축양식을 접목한 변화의 물결을 겪고 있으며 수많은 건축가들이 해외의 주목을 받고 있다.
한편 스페인의 건축 양식은 다채로운 문화적 특성으로 심지어는 일부 시의 특정 부문이 유네스코 세계유산으로 지정되기도 했다. 이탈리아에 이어 두 번째로 세계유산이 많은 스페인은 건축물의 뛰어난 예술성을 인정받아 그 수를 늘릴 수 있었다.

## 영화
스페인의 영화예술은 독특한 촬영기법과 시나리오, 구성으로 국제적 관심을 끌고 있다. 스페인 역사상 가장 위대한 영화 감독이었던 루이스 브루넬이 그 선봉이었으며 페드로 알모도바르, 세군도 데 초몬, 플로리안 레이, 루이스 가르시아, 훌리오 메뎀 등이 대표 감독으로 손꼽히고 있다.
한편 스페인에서 가장 권위 있는 상인 아스투리아스 왕자상을 수상한 미국의 영화감독인 우디 앨런은 뉴욕에서 살 적에 가장 재밌었던 영화는 페드로 알모도바르 감독의 스페인 영화였다며 수상 소감을 밝혔다.
영화감독 외의 타분야 영화인들은 그다지 큰 명성을 얻지는 못하고 있다. 영화촬영기사인 네스토르 알멘드로스, 영화배우인 페넬로페 크루스, 하비에르 바르뎀, 페르난도 고메스 등이 해외에서 이름을 알린 스페인 영화인들이다. 멕시코 출신의 영화배우인 가엘 가르시아 베르날은 최근 스페인 감독들과의 호흡으로 국제적 조명을 받고 있기도 하다.
오늘날 전체 매표소에서 스페인 영화가 차지하는 비율은 10~20%에 불과하며 이러한 상황은 수많은 유럽국가의 상황과도 별 차이가 없다. 때문에 스페인 정부는 지역영화산업과 영화관 지원에 열을 올리고 있다.
스페인 영화는 영어권 배우들을 기용하거나 영어로 영화를 제작함으로써 새로운 지평을 열고 있으며 이는 스페인 영화제작자들의 창의력과 역동성을 증명하는 사례로 꼽히고 있다. 크리스천 베일이 주연을 맡은 《머시니스트》, 내털리 포트먼과 하비에르 바르뎀이 열연한 《고야의 유령》, 샤론 스톤의 《원초적 본능 2》 등이 해당된다고한다.

## 음악
스페인의 음악은 서유럽에서도 오랜 역사와 변혁기를 거쳤으며 안달루시아의 음악과 대중 음악, 민요 등이 결합된 형태를 띤다. 로큰롤, 헤비메탈, 펑크, 힙합 장르 등의 가수, 음악가들이 여럿 있다.
가장 잘 알려진 스페인의 전통 음악은 플라멩코인데 로마인들이 다양한 종류로 발전시킨 것으로 전한다. 최대 1770년대부터 널리 퍼지기 시작했으며 대중성을 토대로 계속적으로 발전했다. 플라멩코 외에 스페인의 전통 음악으로는 바스크 지방의 트리키티사, 아코디언으로 연주하는 갈리시아 지방의 가이타, 아라곤 지방의 호타 등이 있다. 산업화와 도시화가 급진적으로 이뤄지면서 여러 전통 음악이 설 곳을 잃고 자취를 감췄지만 여전히 몇몇 지방에서는 전통 음악이 명맥을 잊는 한편 연구가들에 의해 새로운 악기에 접목하여 발전되고 있다.
스페인의 현대 음악은 1959년부터 본격적으로 출현했으며 예예라는 가수가 스페인 음악 차트를 이끌어가기 시작했다. 미국과 영국 음악의 유입과 프랑스 가수들의 입국으로 해외 스타들도 유명세를 타고 있다.

## 무용
스페인의 무용은 일반적으로 강하고 단단하게 발을 올리며, 숄을 흔들거나 치맛자락을 펄럭이고, 손가락으로 딱딱 소리를 내고, 신체를 강하게 회전시키는 격렬한 표현을 보인다. 독특한 캐스터네츠의 울림이 함께하는 경우가 많다. 각 지방에 분포하고 있는 고유한 민속 무용으로 갈리시아 지방의 무이네이라, 나바라 지방의 보타와 치마 춤, 아라곤 지방의 보타, 호타와 손수건 춤, 안달루시아 지방의 플라멩코와 판당고 등이 있다.

## 같이 보기
- 스페인
- 스페인의 역사
- 스페인의 요리
- 스페인의 언어